# Josée Vigneron-Ramackers
Christiane Josée Henriëtte Vigneron-Ramackers (Leopoldsburg, 25 januari 1914 – Heusden-Zolder, 30 augustus 2002) was een Belgisch componiste, muziekpedagoge, dirigent, dichteres en kunstschilderes. Voor bepaalde werken gebruikte zij haar pseudoniem: Jo Delande.

## Levensloop
Vigneron-Ramackers studeerde onder anderen bij Arthur Meulemans en Herman Meulemans compositie, orgel, piano, harmonie, contrapunt en gregoriaans aan de Limburgse Orgel- en Zangschool in Hasselt. Haar einddiploma behaalde zij in 1934 en behaalde eveneens het bekwaamheidsdiploma voor zangonderricht in de rijksscholen in 1935. Zij werd muzieklerares aan het Koninklijk Atheneum Maaseik (1935-1946) alsook aan het Koninklijk Atheneum Eisden (1938-1969). Ook gedurende de periode als lerares studeerde zij - gedeeltelijk via briefwisseling - fuga bij Herman Meulemans en orkestratie bij Artur Meulemans en Paul Gilson. Verder studeerde zij solozang en tekenen bij B. Sanders (1930-1935).
In 1945 richtte zij de vrije muziekschool Tuinwijk - later de Gewestelijke Muziekacademie - in Eisden-Maasmechelen op en fungeerde ook als directeur tot 1979. Door haar verdere activiteiten legde zij de basis voor de School voor Plastische Kunsten. Op haar initiatief werd in 1955 de Jeugdmuziekschool in Maasmechelen en Jeugd en Muziek in Eisden opgericht en zij was ook voorzitster tot 1980. Zij beleefde het muziekleven in de hele regio.
Vigneron-Ramackers was dirigent van het Symfonieorkest Limburg-Maas, later omgedoopt in Kamerorkest van de Muziekacademie.
Als componiste schreef zij werken voor verschillende genres (orkest, harmonie- of fanfareorkest, werken voor muziektheater, vocale muziek en kamermuziek). Onder haar pseudoniem Jo Delande publiceerde zij lichte muziek en letterkundige werken. In 1961 ontving zij als componiste de Koopalbeurs van het ministerie en in 1978 de prijs voor muziek van de provincie Limburg. Op 14 maart 1981 werd zij door Gouverneur Harry Vandermeulen onderscheiden als Officier in de Orde van Leopold II.

## Composities

### Werken voor orkest
- 1958 Concertino, voor hobo en kamerorkest
- 1969 Mobiles, voor 4 klarinetten, slagwerk en strijkorkest
- Studies, voor klein orkest

### Werken voor harmonieorkest
- 1957 Vier etudes, voor symfonisch blaasorkest

### Muziektheater

#### Toneelmuziek
- 1936 Er was eens
- 1937 De Sneeuwkoningin
- 1938 Het daghet - tekst: Ysbrand Paulus Stasse

### Vocale muziek

#### Werken voor koor
- 1972 Drie zangen van liefde en dood

#### Liederen
- 1943 Rossignol, es-tu damné?, voor zangstem en piano
- 1943 Quatre mélodies, voor zangstem en piano
- 1956 Trois mélodies, voor zangstem en orkest
- 1972 Vocalise, voor zangstem en piano, op. 18
- 1981 Vocalise 2, voor zangstem en piano, op. 20
- 1982 Huit mélodies, voor zangstem en piano
- 1984 Dix Vocalises, voor zangstem en piano
- Sept mélodies, voor sopraan en piano, op. 61
- Vieilles chansons et rondes françaises, voor middenstem en piano

### Kamermuziek
- 1958 Duo rhapsodique, voor klarinet en piano
- 1958 Hommage à Maurice Van Guchte, voor klarinetoctet
- 1959 Saxofoonkwartet
- 1965 Petit cortège presque chinois, voor piano en 2 timbales, op. 10
- 1968 3 Études de style, voor hobo en saxofoon
- 1972 Alternato, voor althobo en piano
- 1984 Sonatine, voor hobo en orgel

### Werken voor orgel
- 1972 Haute Fagnes, op. 15

### Werken voor piano
- 1967 Ballade des oiseaux captifs
- 1968 6 Mini studi, op. 11
- 1971 2 Preludi, op. 12

### Werken voor gitaar
- 1972 Variations sur Harbouya

### Pedagogische werken
- 1967 Van kleuterdreun naar notenleer
- 1968 Door volkslied tot notenleer
- 1971 Notenboekje

## Publicaties
- Eisdens profiel: Jean Gaspard Close 1858-1934. Een dichtende pionier onder de ontdekkers van de steenkool, in: "Eisden" Driemaandelijks tijdschrift van de Geschied- en Heemkundige Kring Eisden, Jaargang 12, 1995, nr. 4.
- Eisdens profiel: Jean Gaspard Close (2), in: "Eisden" Driemaandelijks tijdschrift van de Geschied- en Heemkundige Kring Eisden, Jaargang 13, 1996, nr. 1.